# Distretto di Nam (Incheon)
Michuhol (Hangŭl: 미추홀구; Hanja: 彌鄒忽區) è un distretto di Incheon. Ha una superficie di 24,4 km² e una popolazione di 436.307 abitanti al 2005.